# Nationale en Universitaire bibliotheek Zagreb

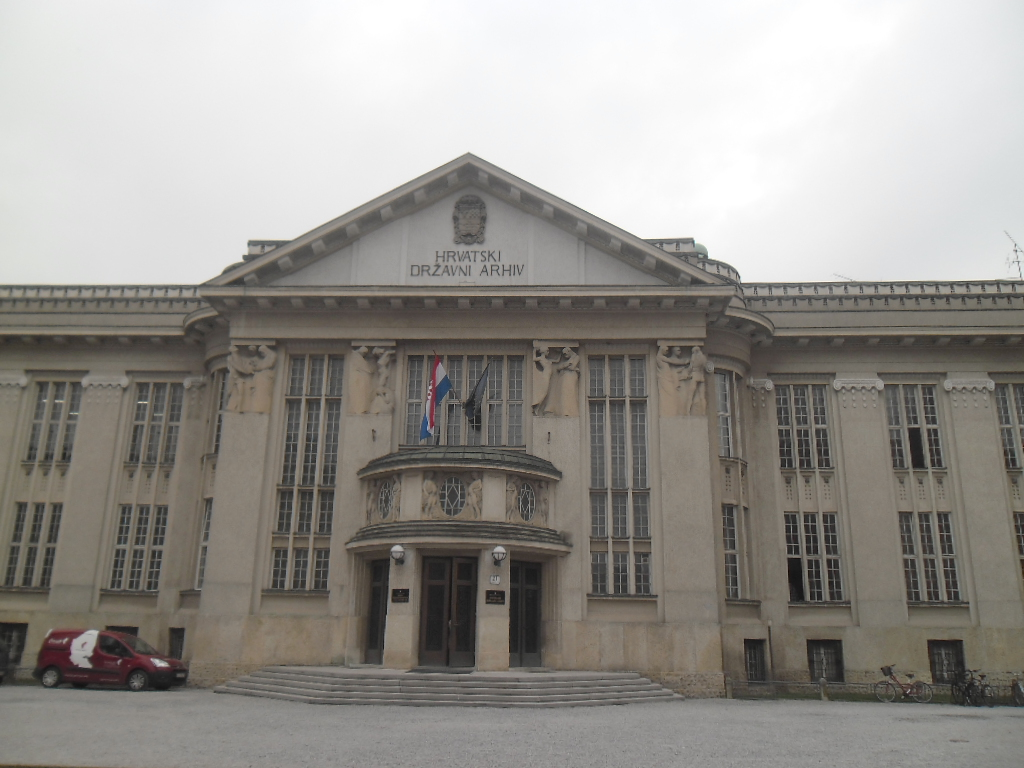
Voormalige zetel van de bibliotheek, in gebruik van 1913 tot 1995

De Nationale en Universitaire bibliotheek Zagreb (NSK) (Kroatisch: Nacionalna i sveučilišna knjižnica u Zagrebu, NSK) is de nationale bibliotheek van Kroatië en de centrale universiteitsbibliotheek van de Universiteit van Zagreb. De primaire opdracht is de ontwikkeling en het behoud van Kroatisch nationaal geschreven erfgoed. De collectie bevat ongeveer 3 miljoen items.
De bibliotheek werd opgericht in 1607 door de jezuïeten als onderdeel van een college dat de orde dat jaar in Zágráb, het huidige Zagreb, had opgestart. In 1645 beschikte de bibliotheek over een zaal, had een bibliothecaris en regelgeving omtrent de conservatie en uitlening van boeken. In 1669 verkreeg het jezuïetencollege bij charter van koning Leopold I de status van academie binnen het Koninkrijk Kroatië. De Academia Zagrabiensis overleefde de ontmanteling van de jezuïetenorde in 1773 en werd omgevormd tot een staatsacademie, de Regia Academia Zagrabiensis. Sinds 1816 wordt de groei en volledigheid vande collectie van de bibliotheek verzekerd door een depotplicht, initieel toevertrouwd aan de Loránd Eötvös-universiteit. Ook in de 19e eeuw onderging de instelling nog twee naamswijzigingen, over Nationalis Academica Bibliotheca naar Bibliotheca Regiae Academiae Zagrabiensis, waarbij consequent in elke naam de dubbele aard van de educatieve en nationale functies van de bibliotheek werden benadrukt, wat tot heden behouden is gebleven. Sinds 1995 is het NSK gevestigd in een nieuw bibliotheekgebouw, ontworpen door de Kroatische architecten Velimir Neidhardt, Marijan Hržić, Zvonimir Krznarić en Davor Mance, gelegen in het stadsdistrict Trnje, in het zuiden van het centrum van Zagreb.
De bibliotheek handhaaft en onderhoudt ook een bibliografische databank die toelaat de bibliografische activiteiten en informatiediensten van de bibliotheek in internationale programma's te integreren en de bibliotheek maakt tot het centrum van het bibliotheeksysteem van de Republiek Kroatië en de Universiteit van Zagreb. Deze classificatie verkreeg supranationaal belang en wordt internationaal gehanteerd.